# Železniční stanice Chejfa Merkaz ha-Šmona
Železniční stanice Chejfa Merkaz ha-Šmona (hebrejsky: תחנת הרכבת חיפה מרכז השמונה‎, Tachanat ha-rakevet Chejfa Merkaz ha-Šmona) je železniční stanice na pobřežní železniční trati v Izraeli.
Leží na severu Izraele ve městě Haifa, v Haifském zálivu v nadmořské výšce necelých 10 metrů. Je situováno v centrální oblasti takzvaného Dolního města (ha-Ir ha-Tachtit), poblíž čtvrtě Vádí Nisnas nebo takzvané Německé kolonie. Jižně od staniční budovy prochází třída Derech ha-Acma'ut (dálnice číslo 4), severně od stanice se rozkládá Haifský přístav.
Stanice je obsluhována autobusovými linkami společnosti Egged a místní městskou autobusovou dopravou. K dispozici jsou parkovací místa pro automobily, automat na nápoje, prodejní stánky a veřejný telefon.
V roce 2006, během druhé libanonské války, byla stanice uzavřena poté, co raketa Kaťuša vypálená Hizballáhhem zasáhla 16. července přilehlé depo a zabila osm železničních dělníků. Provoz byl po 29 dnech obnoven, dva dny po uzavření příměří.